# Kenneth Turan
Kenneth Turan (/təˈræn/; n. 27 octombrie 1946, New York City, New York, SUA) este un critic de film american care a scris recenzii pentru ziarul Los Angeles Times din 1991 până în 2020. A publicat, singur sau în colaborare, 10 cărți și a predat în cadrul programului Master of Professional Writing de la University of Southern California.

## Formarea profesională
Turan a crescut într-o familie de evrei observanți din Brooklyn, New York. A obținut o diplomă de licență de la Swarthmore College și o diplomă de master în jurnalism de la Universitatea Columbia.

## Carieră
A început o carieră de jurnalist în anii 1970, colaborând la publicațiile The Washington Post, TV Guide, California Magazine și GQ.
În anul 1990 a fost angajat la ziarul The Los Angeles Times, unde a lucrat mai întâi ca redactor literar interimar și apoi, din 1991, a devenit critic de film. În paralel, s-a ocupat începând din 1993 (după o altă sursă, începând din 1996) cu organizarea ceremoniei de decernare a premiilor literare acordate de Los Angeles Times (Los Angeles Times Book Prize).
În anii următori Turan a înființat emisiunea Arts Alive de la postul de radio KUSC din Los Angeles, a prezentat recenzii de filme în cadrul emisiunii matinale Morning Edition de la postul de radio NPR din Washington, a predat în cadrul programului Master of Professional Writing de la University of Southern California și a făcut parte din consiliul de conducere al organizației Yiddish Book Center din Amherst, Massachusetts. A fost membru al Los Angeles Film Critics Association și a obținut în anul 2000 premiul pentru presă al Publicists Guild of America.
Kenneth Turan a anunțat că s-a retras din postul de critic de film al ziarului The Los Angeles Times pe 25 martie 2020 și că va continua să scrie mult mai rar recenzii de film.
El a apărut în filmul documentar For the Love of Movies: The Story of American Film Criticism, unde a prezentat conflictul său public cu regizorul de film James Cameron, care a trimis un email conducerii ziarului Los Angeles Times în care a cerut concedierea lui Turan pentru că a scris o recenzie nefavorabilă a filmului Titanic (1997).

## Cărți publicate
- The Future Is Now: George Allen, Pro Football's Most Controversial Coach (1972) - împreună cu William Gildea
- I'd Rather Be Wright: Memoirs of an Itinerant Tackle (1974)
- Sinema: American Pornographic Films and the People Who Make Them (1974)
- Call Me ismale: The Autobiography of ismale (1987)
- Call Me Anna: The Autobiography of Patty Duke (1987) - împreună cu Patty Duke
- Sundance to Sarajevo: Film Festivals and the World They Made (2003)
- Never Coming To a Theater Near You (2004)
- Now In Theaters Everywhere (2007)
- Free for All: Joe Papp, The Public and the Greatest Theater Story Ever Told (2009) - împreună cu Joseph Papp
- Not to Be Missed: Fifty-Four Favorites From a Lifetime of Film (2016)

## Premii
- 2000: Premiul pentru presă acordat de Publicists Guild of America[10]
- 2006: Mențiune specială la Premiile Societății Naționale a Criticilor de Film (National Society of Film Critics Awards)[10]